# Donja Konjuša
Donja Konjuša (Servisch cyrillisch Доња Конјуша) is een plaats in de Servische gemeente Prokuplje. De plaats telt 305 inwoners (2001).